# Скажений пес (серіал)
Скажений пес (кор. 매드 독) — південнокорейський кримінальний серіал що транслювався щосереди та щочетверга з 11 жовтня по 30 листопада 2017 року на телеканалі KBS2.

## Сюжет
Родина Чхве Кан У загинула внаслідок авіаційної катастрофи в якій звинуватили другого пілота літака. Але Кан У, бачить що в цій версії багато що несходиться. Завдяки своєму досвіду він підозрює змову керівництва авіакомпанії та страхової фірми в якій був застрахований літак, та їх намагання затвердити вигідну лише їм версію аварії. Розуміючі що законними методами він не знайде правди, Кан У засновує агентство з боротьби зі страховими шахрайствами та намагається всілякими методами знайти зачіпки і хоть якісь докази. Пізніше до команди Кан У приєднується Кім Мін Чжун, який також не може повірити що його брат навмисне розбив літак. Але за цією справою стоять надто великі кошти та впливові люди яким зовсім не подобається робота Кан У, і щоб приховати правду вони здатні на все.

## Акторський склад

### Головні ролі
- Ю Чі Тхе — у ролі Чхве Кан У[2][3]. Колишній поліцейський який заснував власне детективне агентство «Скажений пес», щоб знайти винних в аварії літака в якій загинули його дружина та син.
- У До Хван — у ролі Кім Мін Чжуна[4]. Брат загиблого другого пілота на якого звалили всю провину за авіакатастрофу. Мін Чжун приєднується до команди Кан У щоб довести що його брат невинен.
- Рю Хва Йон — у ролі Чан Ха Рі[5]. Колишня гімнастка яка майстерно вміє перевтілюватися
- Чо Че Юн[en] — Пак Сун Чон. Колишній шахрай, майстер на всі руки. Допомагаючи Кан У він намагається покращити свою карму.
- Кім Хє Сон[en] — О Ну Рі. Наймолодший член команди, комп'ютерний геній. Він стверджує що має алергію на сонце, тому зайвий раз не виходить на вулицю через що має хворобливо блідий вигляд. Також Ну Рі приховує що він син впливового прокурора.

### Люди з компаніїТеян
- Чон Бо Сок[en] — у ролі Чха Чун Кю. Президент страхової компанії «Теян»
- Хон Су Хьон[en] — у ролі Чха Хон Чжу. Донька Чун Кю, віце-президент компанії «Теян». Особисто знаючи та співчуваючи трагедії Кан У, їй не легко обрати між батьком та другом.
- Чан Хьон Чжин — у ролі Пак Му Сіна. Голова одного з відділів «Теян».

### Інші
- Чхве Вон Йон — у ролі Чу Хьон Кі. Заступник голови авіакомпанії якій належав загиблий літак, якому набагато простіше звинуватити у всьому пілотів ніж визнати проблеми з безпекою польотів літаків компанії.
- Пак Ін Хван[en] — у ролі Бьон Гук Чжина. Колишній професор криміналістики.

## Рейтинги
- Найнижчі рейтинги позначені синім кольором, а найвищі — червоним кольором.

| Серія            | Прем'єра          | Рейтинг        | Рейтинг      | Рейтинг        | Рейтинг     |
| Серія            | Прем'єра          | TNmS Ratings   | TNmS Ratings | AGB Nielsen    | AGB Nielsen |
| Серія            | Прем'єра          | По всій країні | Сеул         | По всій країні | Сеул        |
| ---------------- | ----------------- | -------------- | ------------ | -------------- | ----------- |
| 1                | 11 жовтня 2017    | 6,2 %          | 6,6 %        | 5,5 %          | 6,2 %       |
| 2                | 12 жовтня 2017    | 5,4 %          | 6,4 %        | 4,8%           | 5,5%        |
| 3                | 18 жовтня 2017    | 8,2 %          | 7,9 %        | 6,9 %          | 6,6 %       |
| 4                | 19 жовтня 2017    | 5,8 %          | 6,4 %        | 5,5 %          | 6,1 %       |
| 5                | 25 жовтня 2017    | 7,1 %          | 7,5 %        | 6,4 %          | 6,5 %       |
| 6                | 26 жовтня 2017    | 5,8 %          | 6,5 %        | 5,7 %          | 6,4 %       |
| 7                | 1 листопада 2017  | 5,5 %          | 5,8 %        | 5,5 %          | 5,7 %       |
| 8                | 2 листопада 2017  | 5,1%           | 5,5%         | 5,6 %          | 6,1 %       |
| 9                | 8 листопада 2017  | 7,2 %          | 7,8 %        | 7,1 %          | 7 %         |
| 10               | 9 листопада 2017  | 7,1 %          | 7,3 %        | 6,8 %          | 6,6 %       |
| 11               | 15 листопада 2017 | 6,4 %          | 6,1 %        | 6,8 %          | 6,9 %       |
| 12               | 16 листопада 2017 | 6,4 %          | 6,7 %        | 6,4 %          | 6,6 %       |
| 13               | 22 листопада 2017 | 7,2 %          | 7,8 %        | 7,4 %          | 7,5 %       |
| 14               | 23 листопада 2017 | 8 %            | 7,8 %        | 8,3 %          | 8,4 %       |
| 15               | 29 листопада 2017 | 7,8 %          | 7,5 %        | 7,5 %          | 7,5 %       |
| 16               | 30 листопада 2017 | 9,3% (12-й)    | 8,6% (10-й)  | 9,7% (7-й)     | 9,7% (6-й)  |
| Середній рейтинг | Середній рейтинг  | 6,78%          | 7,01%        | 6,62%          | 6,83%       |

## Нагороди
| Рік  | Нагорода               | Категорія                     | Отримувач    | Результат | Примітки |
| ---- | ---------------------- | ----------------------------- | ------------ | --------- | -------- |
| 2017 | 31-ша Премія KBS драма | Кращий новий актор            | У До Хван    | Перемога  | [ 7 ]    |
| 2017 | 31-ша Премія KBS драма | Найкраща нова акторка         | Рю Хва Йон   | Перемога  | [ 7 ]    |
| 2017 | 31-ша Премія KBS драма | Найкращий актор другого плану | Чхве Вон Йон | Перемога  | [ 7 ]    |